# Anne-Pierre-Chrétien de Lamoignon
Anne Pierre Chrétien Christian de Lamoignon de Basville, comte de Lamoignon et 1er vicomte de Lamoignon (Paris, 15 juin 1770 - Paris, 21 mars 1827) est un homme politique et militaire français.

## Biographie

### Vie privée
Il est le fils de Chrétien de Lamoignon de Basville, 5e marquis de Basville (1735-1789) et de Marie Élisabeth Berryer (1740-1832).
Il est le petit-fils de Nicolas-René Berryer (1703-1762).
Il hérite du château de Méry-sur-Oise de son beau-père en 1794.

### Vie publique
Il s'engagea dans le parti des armes en 1788, émigra au moment de la révolution, et servit, en 1792, à l'armée des Princes en tant que garde du corps. Il fit partie de l'expédition de Quiberon, où il fut grièvement blessé, et ne dut sa vie qu'au dévouement de son frère Charles de Lamoignon de Basville.
Il est ramené en Angleterre, il souffrit longtemps de ses blessures, s'adonna aux lettres et se lia avec Chateaubriand. Il rentra en France sous le Consulat et fut nommé conseiller général de Seine-et-Oise, puis conseiller municipal de Paris.
Le 26 mars 1812, il fut nommé membre du Conseil général du département de la Seine et, le 12 janvier 1813, son nom fut mis au bas de l'adresse que ce conseil présenta à Bonaparte, à l'occasion de la défection des prussiens, quoiqu'il ne se fut pas trouvé à l'assemblée où cette adresse avait été arrêtée.
Le 1er avril 1814, il fut l'un des signataires l'adresse du même conseil qui demandait le retour des Bourbons, se positionnant ainsi contre Bonaparte.
Il fut nommé, par le Roi, Chevalier de la Légion d'Honneur, le 27 juillet suivant.
Louis XVIII le nomma président du collège électoral de Pontoise et Pair de France le 17 août 1815. Il fut, dans cette assemblée, membre de la commission spéciale chargée, au mois d'avril 1816, de l'examen du projet de loi relatif à l'abolition de la loi du divorce. Le 26, il présenta un rapport qu'il terminait en votant l'adoption de la loi proposée, sauf quelques légers changements qui ne devaient avoir pour but que de rendre sa rédaction plus claire.
Il se faisait porter au Luxembourg toutes les fois qu'il croyait sa présence nécessaire, et y vota avec indépendance ; il se prononça pour la mort dans le procès du maréchal Ney.
Sa pairie fut transmise à son gendre, Adolphe de Ségur-Lamoignon.

## Famille
Il épouse, le 10 janvier 1798, Marie-Louise Félicité Augustine Molé de Champâltreux (1786-1852), fille d'Édouard Molé de Champâltreux, comte de Champâltreux et de Louise-Élisabeth de Lamoignon de Basville. Ils ont un enfant.
- Marie-Louise Augustine Félicité de Lamoignon de Basville (18 décembre 1805 - 18 février 1860) épouse Adolphe de Ségur, comte de Ségur (31 août 1800 - 30 novembre 1876), sans descendance.

## Distinctions

### Décorations françaises
- Chevalier de la Légion d'honneur (décret du 27 juillet 1814)
- Chevalier de l'Ordre royal et militaire de Saint-Louis